# Vicariato ortodosso ucraino di Romania

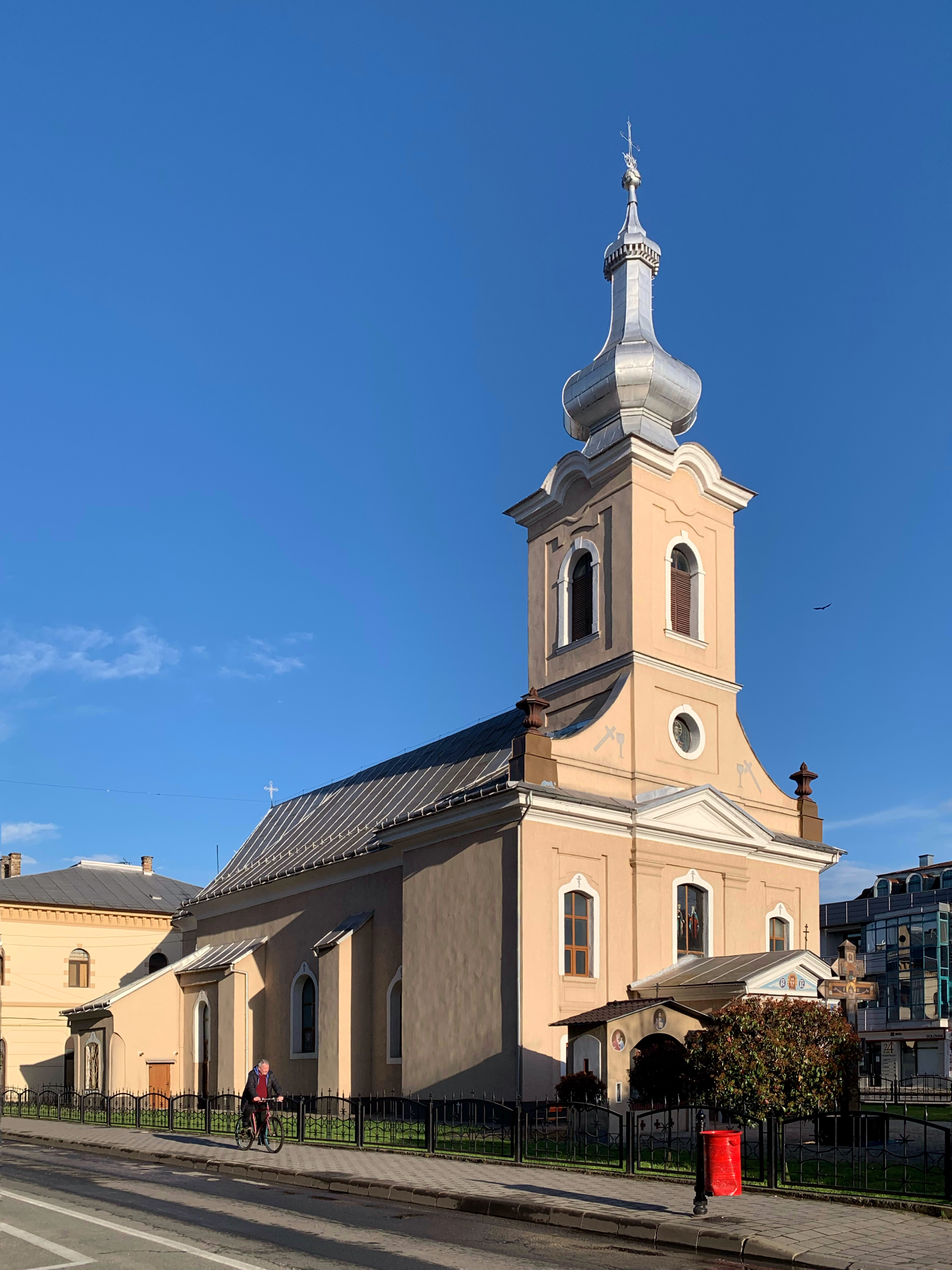
Chiesa ortodossa di Sighetu Marmației

Il vicariato ortodosso ucraino di Romania (in ucraino: Православний Український вікаріат у Сиготі; in rumeno: Vicariatul Ortodox Ucrainean din România) è una speciale unità amministrativa della pastorale missionaria della chiesa ortodossa rumena, progettata per coordinare la vita spirituale dei fedeli ortodossi ucraini presenti in Romania. Il vicariato dipende direttamente dal Patriarcato rumeno. La sede è presso il comune di Sighetu Marmației, nel nord della Romania, presso il confine con l'Ucraina.

## Storia
La maggior parte degli ucraini della Romania appartenevano alla chiesa greco-cattolica ucraina, dichiarata fuori legge dal regime comunista.
A seguito della conversione all'ortodossia della comunità greco cattolica, il Santo Sinodo della chiesa rumena ha deciso l'erezione del vicariato con sede a Sighetu Marmaţiei e comprendente le parrocchie presenti nelle regioni storiche di Maramures, Transilvania, Crișana e Banato. Nel 1952, il vicariato è passato sotto la giurisdizione dei vescovi di Cluj fino al 1990, ricevendo contributi finanziari annuali del Patriarcato Romeno.
Dopo la caduta del regime comunista nel 1989, il vicariato è stato ristabilito sempre con sede a Sighetu Marmaţiei.

## Organizzazione
Il vicariato è organizzato in due distretti, uno presso Sighetu Marmaţiei ed un altro a Lugoj. A partire dal 2008 contava 33 parrocchie, 27 sacerdoti, un convento di suore a Rona de Sus, e circa 53.300 fedeli. Il vicariato è sotto la giurisdizione della chiesa ortodossa romena, ma è amministrativamente autonomo. A differenza del resto della Chiesa ortodossa romena, utilizza il calendario giuliano.